# Johannes Vogel (Politiker)

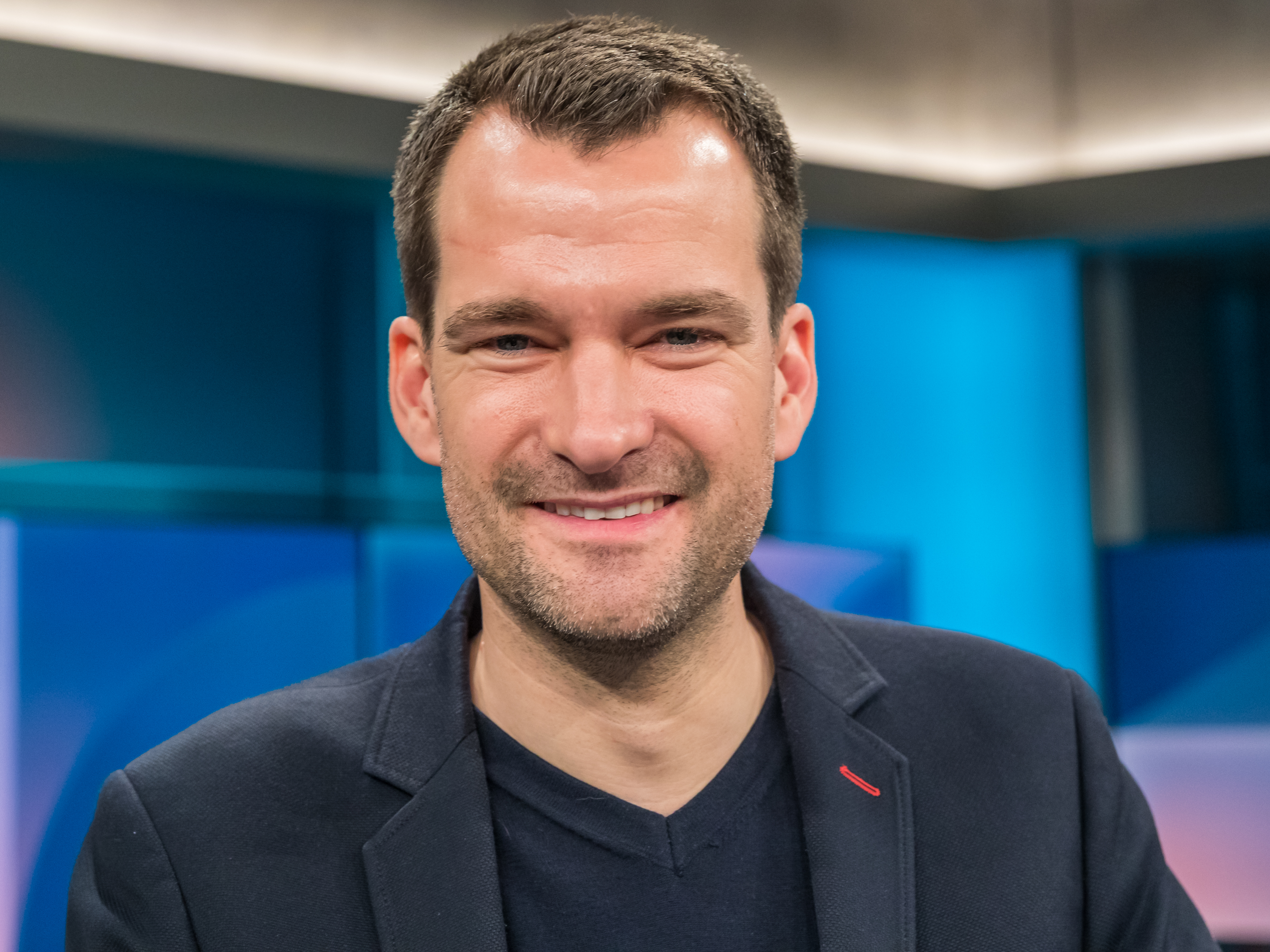
Johannes Vogel (2024)

Johannes Vogel (* 29. April 1982 in Wermelskirchen) ist ein deutscher Politiker der FDP. Er ist einer von drei stellvertretenden Bundesvorsitzenden der FDP und war Erster Parlamentarischer Geschäftsführer der FDP-Bundestagsfraktion. Von 2005 bis 2010 war er Bundesvorsitzender der Jugendorganisation Junge Liberale (JuLis). Seit 2007 ist er Mitglied des FDP-Bundesvorstandes. Von 2014 bis 2022 war er Generalsekretär der FDP Nordrhein-Westfalen. Im Zuge dessen war er Wahlkampfleiter zur Landtagswahl 2017. Von 2009 bis 2013 und von 2017 bis 2025 war er Mitglied des Bundestages.

## Leben und Beruf
Vogel ist Sohn eines Mitarbeiters der Bayer AG in Leverkusen und machte sein Abitur im Jahr 2001 am Städtischen Gymnasium Wermelskirchen, der gleichen Schule, die auch Christian Lindner besuchte, jedoch drei Jahrgangsstufen unter Lindner. Nach dem Zivildienst als Rettungssanitäter studierte er ab 2002 Politikwissenschaft, Geschichte und Öffentliches Recht an der Rheinischen Friedrich-Wilhelms-Universität Bonn. Sein Studium schloss er 2009 mit dem Magister Artium (M.A.) ab. Während seiner Studienzeit war Vogel Mitarbeiter im Landtagsbüro von Christian Lindner. Dort war er für die Gremiensitzungen und die Planung von Aktionen im Wahlkreis zuständig.
2014 verbrachte Vogel einen mehrmonatigen Sprachaufenthalt in der Volksrepublik China.
Seit 2014 ist er als Führungskraft bei der Bundesagentur für Arbeit tätig. Unter anderem war er Leiter Strategie- und Geschäftsentwicklung der Internationalen Abteilung (ZAV) und leitete als Geschäftsführer die Arbeitsagentur Wuppertal-Solingen mit rund 400 Mitarbeitern. Seit Anfang 2017 ist er auf eigenen Wunsch zur Wahrnehmung seiner politischen Aufgaben beurlaubt.
Im Frühjahr 2019 war Vogel als John F. Kennedy Memorial Policy Fellow an der Harvard University.
Vogel ist verheiratet und Vater einer Tochter.

## Partei
Als Jugendlicher war Vogel zunächst Mitglied der Grünen Jugend. 1998 wurde er Mitglied der Jungen Liberalen, zuvor engagierte er sich kurzzeitig bei den Grünen. Seit 1999 ist er Mitglied der FDP. Er war von 2003 bis 2004 Chefredakteur des Mitgliedermagazins jung+liberal, das der Bundesverband der FDP-Jugendorganisation herausgibt.
2004 wurde er in den Bundesvorstand der Jungen Liberalen gewählt; 2005 wurde er vom Bundeskongress der Jungen Liberalen in Magdeburg zum JuLi-Bundesvorsitzenden gewählt. Nach fünf Jahren an der Spitze des Verbandes kandidierte Vogel 2010 nicht erneut, um sich auf seine neue Aufgabe als Bundestagsabgeordneter zu konzentrieren. 2006 gründete er zusammen mit Liane Knüppel, Hartmut Knüppel, Daniel Bahr, Gisela Piltz, Joachim Stamp und Hans-Joachim Otto den Verein Netzwerk 80 e. V. als Zusammenschluss aller Bundesvorstandsmitglieder und Bundesgeschäftsführer der Jungen Liberalen seit 1980.
Bei der nordrhein-westfälischen Kommunalwahl 2004 kandidierte er im Wahlkreis Wermelskirchen I erfolgreich für den Kreistag des Rheinisch-Bergischen Kreises. Die FDP erhielt 9,9 Prozent der Stimmen und Vogel gehörte dem Kreistag bis Oktober 2009 als jüngstes Mitglied an.
Von 2014 bis 2022 war er Generalsekretär der FDP NRW. Er leitete den Wahlkampf bei der NRW-Landtagswahl im Mai 2017, bei dem die FDP NRW das beste Ergebnis ihrer Geschichte erzielen konnte. Die Kampagne wurde dabei als erste politische Kampagne überhaupt mit dem effie-Award in Gold ausgezeichnet. Das Ergebnis der Landtagswahl führte zu einem Regierungswechsel (Kabinett Kraft II → Kabinett Laschet) in Nordrhein-Westfalen. Vogel gehörte dem engeren Verhandlungsteam der FDP NRW um Christian Lindner an und wirkte an der Regierungsbildung mit. Auf dem Landesparteitag Anfang 2022 trat er nicht erneut als NRW-Generalsekretär an, um sich auf seine Aufgaben als Stellvertretender Bundesvorsitzender und Erster Parlamentarischer Geschäftsführer zu konzentrieren.
Auf dem Bundesparteitag 2021 wurde Johannes Vogel mit 79 % Zustimmung zum stellvertretenden Bundesvorsitzenden der FDP gewählt.
Bei den Sondierungsgesprächen und Koalitionsverhandlungen zwischen FDP, Grünen und SPD nach der Bundestagswahl 2021 verantwortete er für die Liberalen die Themen Arbeit und Sozialstaat.

## Abgeordneter

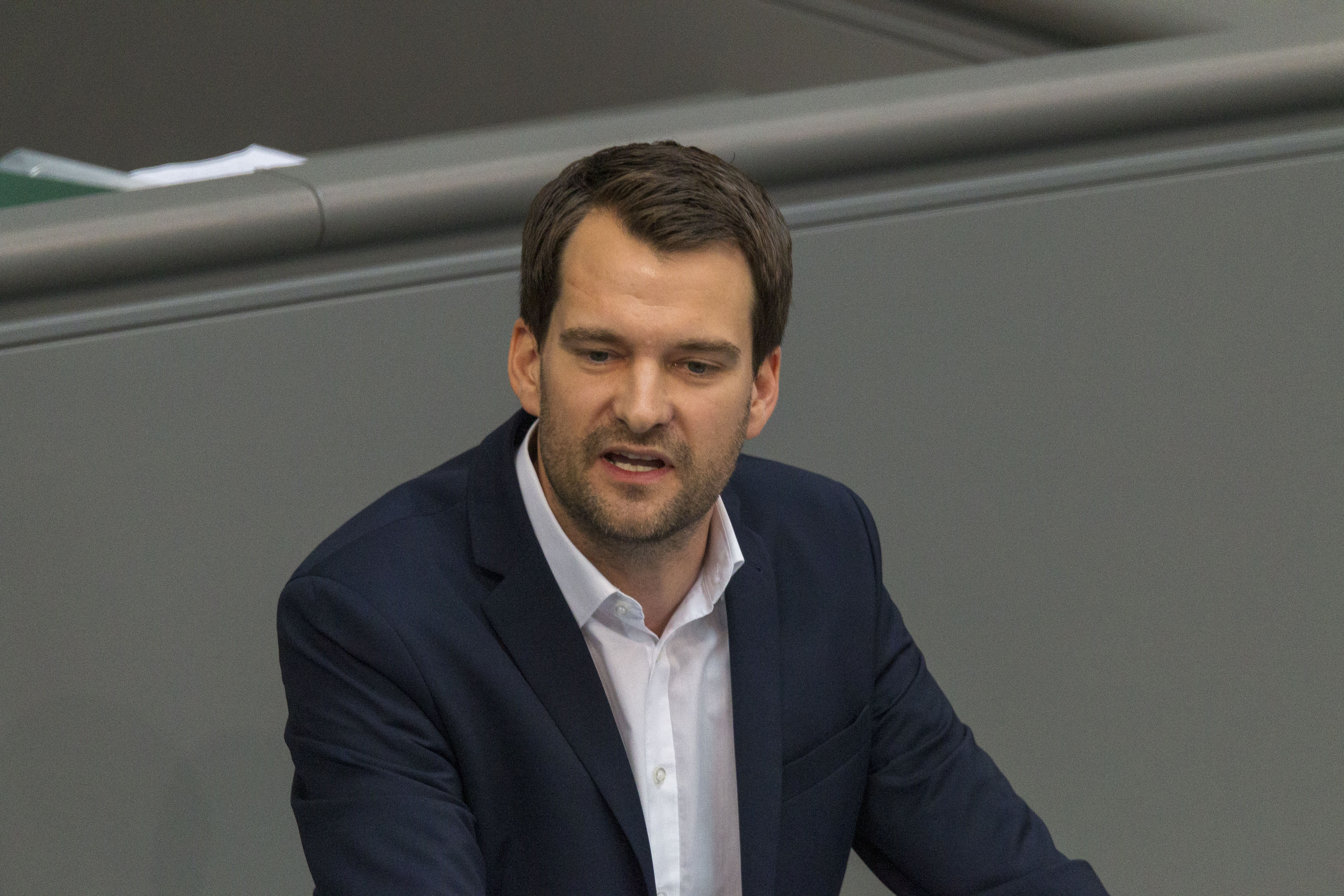
Johannes Vogel, 2020 im Deutschen Bundestag

Vogel kandidierte bei der Bundestagswahl 2009 im Wahlkreis Olpe – Märkischer Kreis I (WK 149) und zog über Platz 16 der nordrhein-westfälischen Landesliste in den Deutschen Bundestag ein, dem er bis 2013 angehörte. Er war ab 2009 arbeitsmarktpolitischer Sprecher der FDP-Bundestagsfraktion sowie Vorsitzender der Jungen Gruppe der FDP-Fraktion. Nach dem Scheitern der FDP an der Fünf-Prozent-Hürde 2013 war er im 18. Bundestag nicht vertreten.
Bei der Bundestagswahl 2017 stand Vogel auf Platz 5 der Landesliste der FDP NRW und zog in den 19. Deutschen Bundestag ein. In der 19. Wahlperiode war er ordentliches Mitglied des Ausschusses für Arbeit und Soziales und stellvertretendes Mitglied im Auswärtigen Ausschuss. Zudem war er Vorsitzender der AG Arbeit und Soziales der FDP-Bundestagsfraktion und Sprecher für Arbeitsmarkt- und Rentenpolitik.
Bei der Bundestagswahl 2021 erhielt er erneut über Platz 5 der Landesliste Nordrhein-Westfalen ein Mandat. Am 7. Dezember 2021 wurde er mit 93 Prozent der Stimmen als Nachfolger von Marco Buschmann zum Ersten Parlamentarischen Geschäftsführer der FDP-Bundestagsfraktion gewählt.

## Politische Positionen
Vogel wird dem sozialliberalen Flügel der FDP zugerechnet.
Während Vogels Amtszeit setzten sich die Jungen Liberalen in der FDP besonders für eine Stärkung der Bürgerrechte ein und stritten für diesen Kurs auch auf FDP-Bundesparteitagen teils erfolgreich (Forderung nach Rücknahme des großen Lauschangriffs). Im Bundestagswahlkampf 2009 hat sich Vogel im Zuge dessen insbesondere gegen Internet-Sperren und die Vorratsdatenspeicherung ausgesprochen.
Johannes Vogel wirbt für eine neue Agenda in der Arbeitsmarktpolitik, welche die Chancen der Digitalisierung für mehr Selbstbestimmung und vielfältigere Lebensläufe betont. Im März 2018 legte er für die FDP-Fraktion einen Gesetzesentwurf zur Flexibilisierung des Arbeitszeitgesetzes vor. Zudem fordert Vogel einen Sozialstaat mit mehr Aufstiegschancen und beispielsweise eine Reform der Hinzuverdienstgrenzen beim Arbeitslosengeld II. 2016 beschloss der Bundesparteitag der FDP ein Rentenkonzept, das maßgeblich von Vogel entwickelt wurde. Er fordert ein flexibles Renteneintrittsalter nach schwedischem Vorbild und ein generationengerechtes Altersvorsorgesystem. Zudem propagiert Vogel das Konzept der Gesetzlichen Aktienrente in Deutschland.
Johannes Vogel fordert einen schnelleren und flächendeckenden Glasfaserausbau für Deutschland sowie digitale und effizientere Verwaltungsstrukturen. Zudem wirkte er als zuständiger Fachpolitiker an der Einführung der Blue Card mit und forderte die Vollendung in einem Einwanderungsgesetz mit Punktesystem nach kanadischem Vorbild. Vogel fordert, Homöopathie aus dem Leistungskatalog der  gesetzlichen Kassenleistungen zu streichen, da sie wissenschaftlich nicht wirksam ist und man so alle Kassenpatienten verpflichte, für unwirksame Medikamente zu zahlen.
Vogel kritisierte Anfang Oktober 2024 öffentlich ein Rentenpaket II genanntes geplantes Gesetzespaket der Ampelkoalition.

## Weiteres politisches Engagement
Vogel war 2011/12 im Young-Leaders-Programm des deutsch-amerikanischen Netzwerks Atlantik-Brücke. Ebenso nahm er unter anderem mehrmals am Congress-Bundestag-Forum des German Marshall Fund teil. Vogel war im 19. Deutschen Bundestag (2017–2021) stellvertretender Vorsitzender der deutsch-chinesischen Parlamentariergruppe des Deutschen Bundestages und ist in der 20. Wahlperiode Vorsitzender der deutsch-pazifischen Parlamentariergruppe.
Vogel ist bei den Johannitern aktiv.